# Dimmalætting
Dimmalætting är Färöarnas äldsta tidning. Tidningen ges ut i Tórshavn sedan 1878, med ett uppehåll 2013–2014.
Tidningen kallas i folkmun för "Dimma" och gavs ut med ett provnummer 8 december 1877 och regelbundet sedan 5 januari 1878. I mitten av första decenniet på 2000-talet hade tidningen en upplaga på 8  500 exemplar (1991 var upplagan 13 300), och utkom fem dagar i veckan. Efter att befolkningen på Färöarna blivit bättre på att återvinna papper[källa behövs] så var ett nummer i veckan gratis från 5 april 2005.
Tidningen lades ner 2013. Från och med 10 oktober 2014 ges den åter ut, men nu som en veckoslutstidning varje fredag.
Dimmalætting var partiorgan för Sambandsflokkurin från partiets bildande 1906 till 1995 då man förklarade sig oberoende. Sedan år 2005 har chefen automatiskt blivit medlem i Sambandsflokkurins partiledning.
Namnet Dimmalætting kombinerar ordet dimmi ("mörker") och lætting från verbet lætta ("lämna"). Dimmið lættir betyder "dagen kommer", "gryning" eller bokstavligen "mörkret flyr". Tidningsnamnet kommer ifrån Venceslaus Ulricus Hammershaimb, den första moderna ortografen på Färöarna.
Till förlaget Dimmalætting hör också tryckeriet Prentmiðstøðin, där även konkurrenten Sosialurin trycks. Detta är det enda tidningstryckeriet i landet, bortsett från det lilla tryckeri som ägs och endast används av tidningen Norðlýsið.

## Tidningens chefer
- 1878–1879: Lütje Lützen exam. jur.
- 1880–1882: Oliver Petræus Effersøe
- 1882–1885: Louis Bergh
- 1885–1886: H. C. Petersen
- 1886–1889: R. C. Effersøe
- 1889–1892: Jacob Johansen
- 1892–1893: Oliver Petræus Effersøe
- 1893–1894: Emil Bruun
- 1894–1900: Enok Daniel Bærentsen
- 1900–1901: Søren E. Müller
- 1901–1902: Chr. Heilskov
- 1902–1905: R. C. Effersøe
- 1905–1918: Oluf Skaalum
- 1918–1936: Poul Niclasen
- 1936–1981: Georg L. Samuelsen
- 1981–1995: Benny Samuelsen
- 1995–2001: Beate L. Samuelsen
- 1995–2002: Georg L. Petersen
- 2002–2007: Ingi Samuelsen
- 2007–2013: Árni Gregersen
- 2014–: Sveinur Tróndarson